# Colman de Stockerau
Pour les articles homonymes, voir Colman et Saint Colman.
Colman de Stockerau ou Coloman ou saint Colman (mort le 18 octobre 1012) était un moine irlandais ou écossais, de lignée royale, qui avait entamé un pèlerinage en Terre sainte. Soupçonné d'espionnage, il fut arrêté, torturé et exécuté à Stockerau, près de Vienne en Autriche.
C'est un saint chrétien fêté le 13 octobre en Orient et le 17 juillet en Occident.

## Histoire et tradition

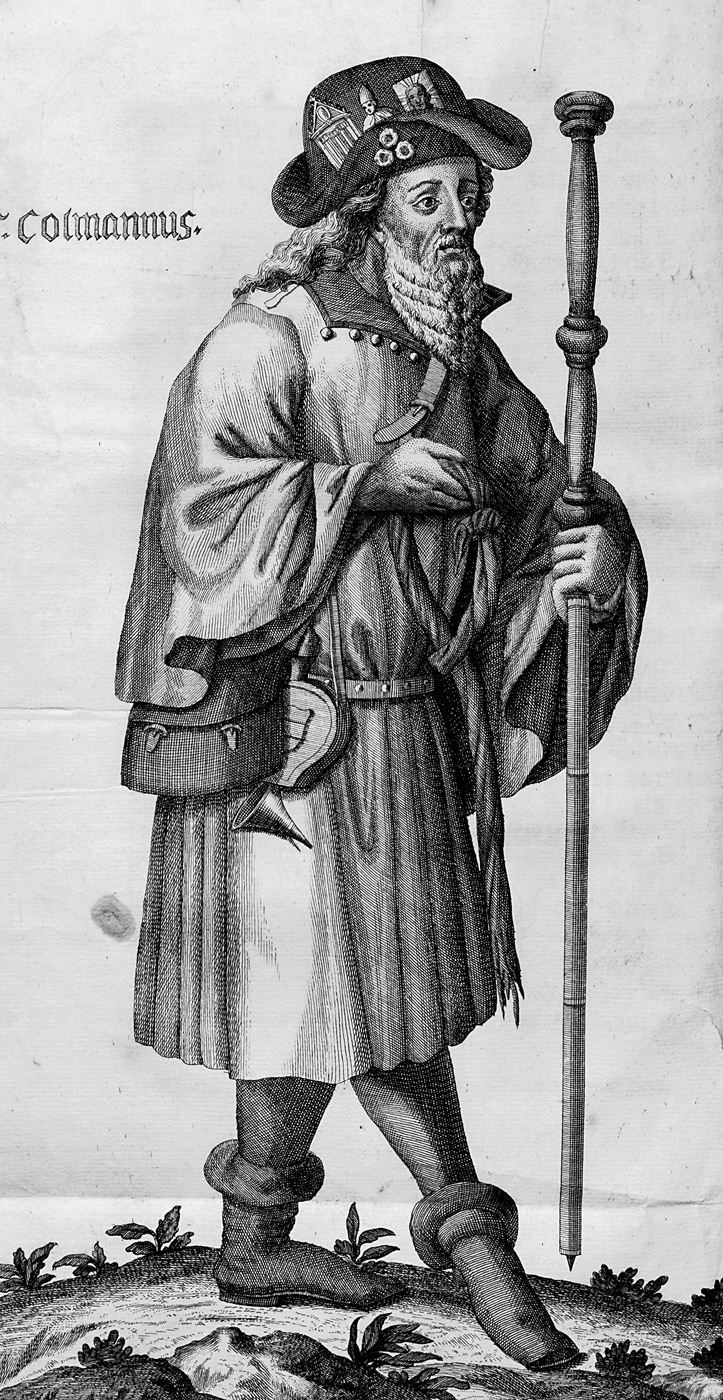
Illustration de Gottfried Deppisch, Histoire et œuvres miraculeuses du saint pèlerin et martyr royal Colman (1743).

À l'époque, il y avait continuellement des querelles entre l'Autriche, la Moravie et la Bohême. Dès lors, l'étranger Colman de Stockerau ne parlant pas germain fut accusé d'espionnage. Après avoir été torturé, il fut pendu entre deux voleurs.
Dix-huit mois durant, le corps de Colman resta pendu sur le gibet, incorrompu et laissé intact par les oiseaux et les bêtes - un miracle. On dit que l'échafaud lui-même avait fini par prendre racine et des branches vertes y poussaient. 
Du fait du grand nombre de miracles qui furent accomplis à travers son corps incorrompu, une vénération populaire naquit. Son corps fut déposé dans l'abbaye de Melk. Colman est notamment invoqué pour la protection des animaux et contre la peste. C'est un des saints patrons de l'Autriche, fêté le 13 octobre en Orient et le 17 juillet en Occident.
L'église Saint-Coloman de Schwangau, en Allemagne, est nommée en son honneur, ainsi que celle de Garrebourg, en France, laquelle possède un reliquaire.

## Galerie

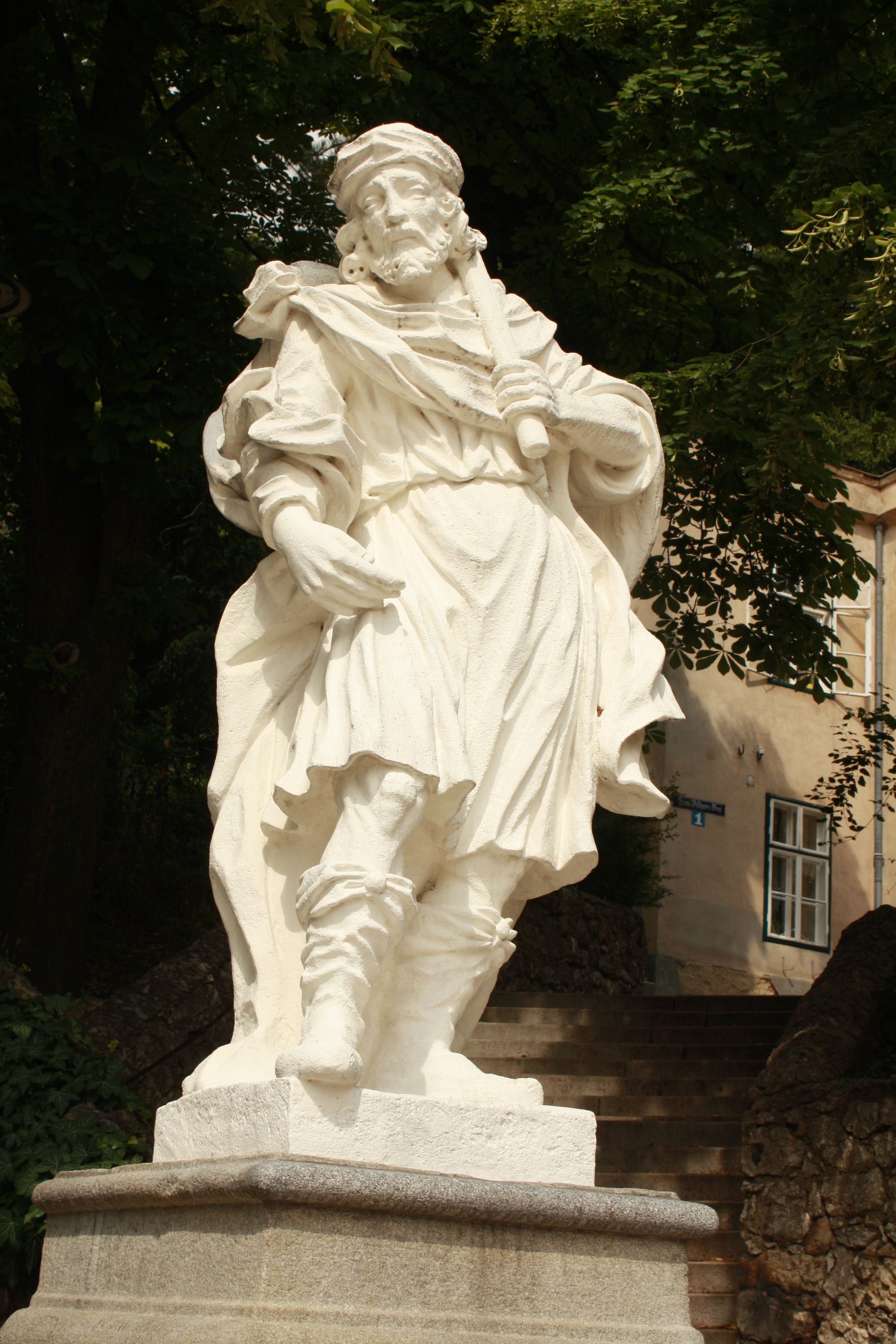
Statue de saint Colman, église Saint-Othmar, Mödling, Autriche.
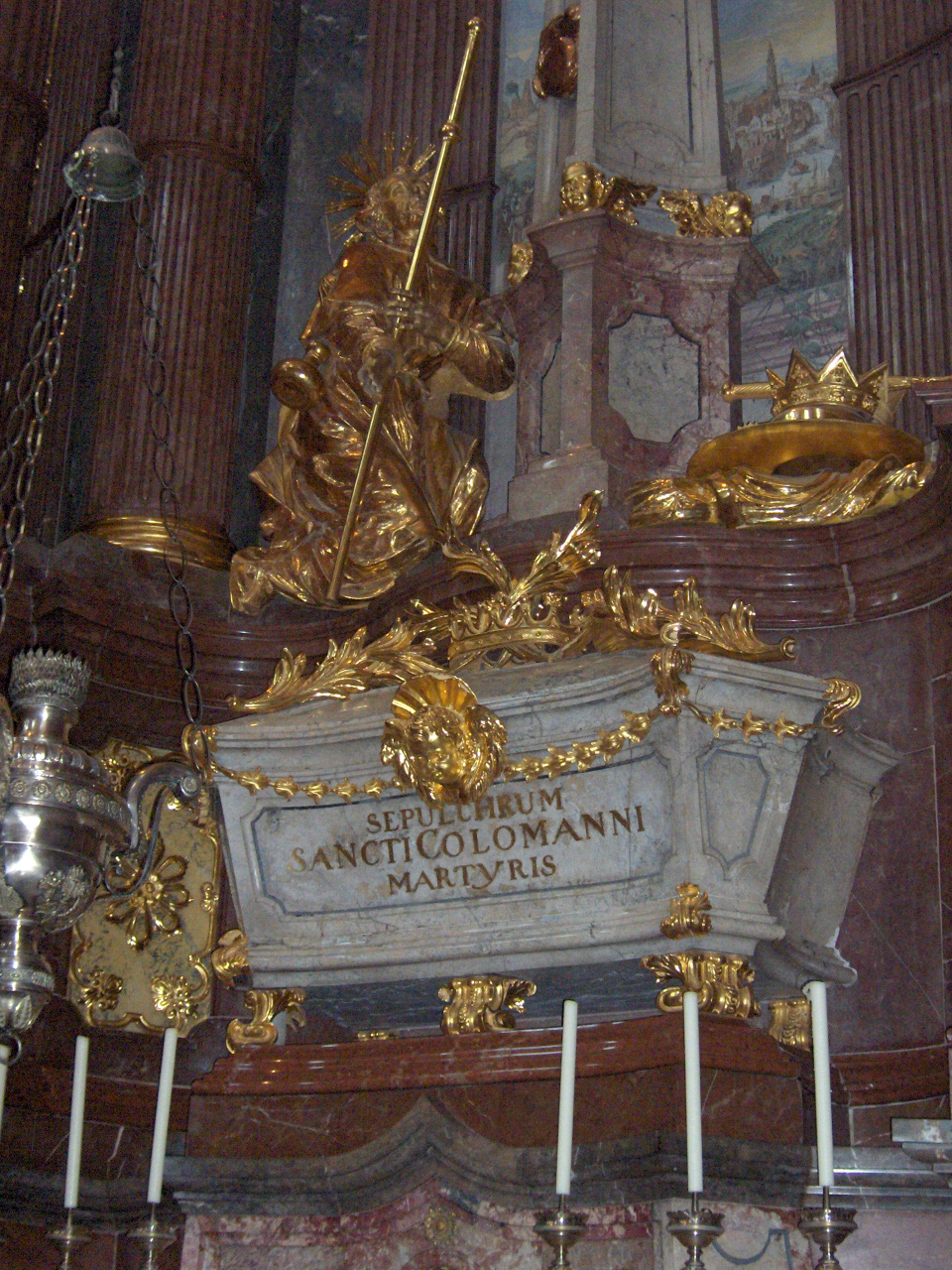
Sarcophage de saint Colman à l'abbaye de Melk (Autriche).
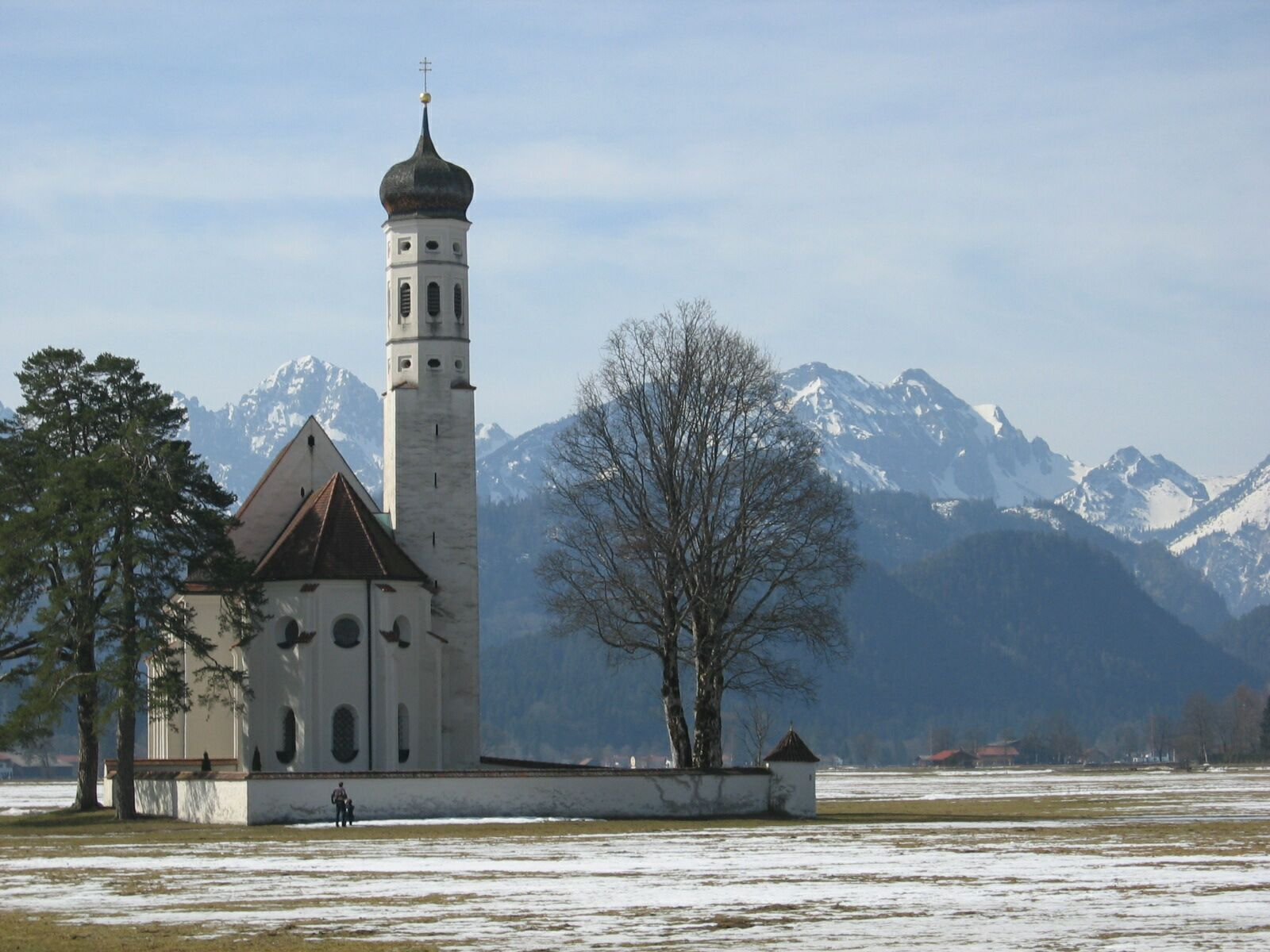
L'église Saint-Coloman de Schwangau, Allemagne.